# Казатизма
Казатѝзма (на италиански: Casatisma, на местен диалект: Catisma, Катизма) е село и община в Северна Италия, провинция Павия, регион Ломбардия. Разположено е на 77 m надморска височина. Населението на общината е 894 души (към 2017 г.).